# Il cavaliere della valle solitaria
Il cavaliere della valle solitaria (Shane) è un film western del 1953, diretto da George Stevens e tratto dal romanzo omonimo di Jack Schaefer.
Nel 1993 è stato scelto per la conservazione nel National Film Registry della Biblioteca del Congresso degli Stati Uniti. Nel 1998 l'American Film Institute l'ha inserito al sessantanovesimo posto della classifica dei migliori cento film statunitensi di tutti i tempi, mentre dieci anni dopo, nella lista aggiornata, è salito al quarantacinquesimo posto.

## Trama
Shane, un misterioso cavaliere solitario, scende dai monti del Wyoming e giunge in una vallata dove incontra la famiglia Starrett, composta dal capofamiglia Joe (Johnny, nella versione italiana), dalla moglie Marian e dal figlio, il piccolo Joey (Joe, nella versione italiana).
La vallata è oppressa dalla prepotenza dei Ryker, una ricca famiglia che vuole spadroneggiare comprando le terre da tutti i coloni anche contro la loro volontà in modo da assicurarsi il monopolio sul bestiame. Shane si sente in dovere di aiutare la famiglia Starrett e diventa quindi l'aiutante di Joe alla fattoria, facendosi benvolere anche da Marian, che è timidamente attratta da lui, e da Joey, che è impressionato dalla sua abilità con la pistola.
Sceso in città per fare acquisti in un emporio, Shane viene insultato dagli scagnozzi di Ryker. Inizialmente non reagisce alle provocazioni ma riesce poi da solo ad avere la meglio sugli avversari dopo una lunga scazzottata. I Ryker vorrebbero assoldare Shane alle proprie dipendenze, ma questi rifiuta, ribadendo la propria fedeltà a Starrett.
I Ryker cambiano allora strategia, passando all'azione di forza: chiamano il famoso pistolero Jack Wilson, che al suo arrivo uccide subito uno dei coloni che ha osato ribellarsi. Al funerale, molti abitanti della vallata manifestano l'intenzione di scappare, ma Starrett trova le parole giuste per far loro capire quali sono i valori importanti della vita: la famiglia, la lealtà, la capacità di resistere alle avversità.
Successivamente i Ryker sembrano disponibili al dialogo e fanno sapere di voler parlare con Starrett, il quale si dichiara pronto ad andare in città per trattare; ma una spia avverte Shane che si tratta di un tranello. Sia la moglie di Starrett che Shane cercano di dissuadere Joe dall'andare all'incontro, ma inutilmente. Shane ricorre quindi alle maniere forti e, dopo una lunga scazzottata mentre sta soccombendo, è costretto a colpire Joe alla testa con il calcio della pistola, tramortendolo.
Shane ha infatti deciso di prendere il posto di Joe e andare ad affrontare da solo i Ryker e dice addio a Marian prima di andarsene definitivamente. Il piccolo Joey lo segue in compagnia del suo cane. Giunto in città, Shane affronta Jack Wilson e lo uccide in duello, davanti agli occhi esterrefatti di Joey, così come riesce ad uccidere i due fratelli Ryker che stavano cercando di sparargli a tradimento, rimanendo leggermente ferito. Il piccolo chiede a Shane di restare, ma il cavaliere rifiuta, dicendo al bambino di tornare subito dai genitori per tranquillizzarli e per assicurar loro che la serenità è tornata finalmente nella vallata, e soprattutto raccomanda a Joey di crescere forte e leale.
Shane cerca inoltre di far capire a Joey di non considerarlo un eroe solo perché ha sconfitto in duello un pistolero malvagio: "a torto o a ragione", egli ha comunque ucciso un uomo e ha infranto la legge. Quindi si allontana solitario a cavallo verso i monti, seguito dal disperato richiamo di Joey: "Come back, Shane!", "Torna qui, Shane!".

## Curiosità
- Del cast fa parte, sebbene non accreditata ufficialmente nei titoli, Alana Ladd, all'epoca decenne, figlia del protagonista Alan Ladd.
- Nel film Il negoziatore i due protagonisti parlano del film. Anche nel doppiaggio italiano la pellicola viene citata utilizzando il titolo originale, ovvero Shane.
- Il film è citato nel romanzo Verderame e nella raccolta di versi "Cento poesie d'amore a Ladyhawke" di Michele Mari.
- La pellicola è citata nel romanzo La 25ª ora di David Benioff.
- Il film viene citato due volte nel film Logan: The Wolverine. La prima quando i protagonisti guardano in film in una stanza d'albergo. La seconda nel finale, quando uno dei protagonisti (X-23) ripete il discorso d'addio di Shane.
- Il film è citato nel romanzo di Nico Orengo Le rose di Evita, Torino, Einaudi, 1990, pagg. 35-36, 43-46. ISBN 88-06-11887-0.
- Il film è citato nel fumetto di Charles M. Schulz Peanuts del 12 aprile 1995, con Replica, il fratellino più piccolo di Lucy e Linus, che invoca Charlie Brown a non andare via, parafrasando la scena finale con la famosa frase: Shane! Shane! Come back!

## Riconoscimenti
Il film ha ottenuto sei candidature ai Premi Oscar 1954, comprese quelle per miglior film e miglior regista, vincendo solo il premio per la migliore fotografia.
- 1954 - Premio Oscar
  - Migliore fotografia a Loyal Griggs
  - Candidatura al miglior film a George Stevens
  - Candidatura al miglior regista a George Stevens
  - Candidatura al miglior attore non protagonista a Brandon De Wilde
  - Candidatura al miglior attore non protagonista a Jack Palance
  - Candidatura alla migliore sceneggiatura non originale a A. B. Guthrie Jr.
- 1954 - Premio BAFTA
  - Candidatura al miglior film
  - Candidatura al miglior attore straniero a Van Heflin
- 1953 - National Board of Review Award
  - Migliore regia a George Stevens
  - Migliori dieci film
- Una battuta del film ("Shane. Shane. Torna indietro!", "Shane. Shane. Come back!" in lingua originale) è stata inserita nel 2005 nella lista delle cento migliori citazioni cinematografiche di tutti i tempi stilata dall'American Film Institute, nella quale figura al 47º posto[4].